# Gruparea Navală Permanentă NATO de Luptă Contra Minelor–2
Gruparea Navală Permanentă NATO de Luptă Contra Minelor–2 (în engleză Standing NATO Mine Countermeasures Group 2, acronim  SNMCMG2) este una dintre cele patru Grupări Navale Permanente (în engleză Standing Naval Forces, acronim SNF)  multinaționale, integrate și formate din nave din diferite țări aliate ale Organizației Tratatului Atlanticului de Nord. 
Alături de Gruparea Navală Permanentă NATO de Luptă Contra Minelor–1⁠(en)[traduceți] are, în principal, calitatea de capabilitate permanentă a NATO cu rol de contramăsură împotriva minelor și sarcină de a se angaja în operațiuni de căutare și de eliminare a munițiilor explozive din arealul maritim. Gruparea este capabilă însă să îndeplinească și alte roluri (detaliate mai jos).
Activitatea sa se desfășoară în principal în Marea Mediterană, navele sale putând fi însă dislocate și în alte regiuni maritime.

## Istoric
SNMCMG2 a fost precedată, în arealul Mării Mediterane, de o forță navală NATO formată în 1969, aflată la dispoziție.
Apariția propriu-zisă a grupării, la 27 mai 1999, a vizat crearea unei forțe navale a NATO cu funcție de contramăsură contra minelor destinată inițial tot Mării Mediterane, care, să opereze în timp de pace, de criză sau de război. Aceasta a operat, inițial, sub coordonarea Comandantului Suprem al Forțelor Aliate din Europa (SACEUR). Rolul său a evoluat în timp, pe măsură ce au fost atribuite grupării de nave noi responsabilități.
Până la 3 septembrie 2021, noua grupare navală s-a numit Standing Mine Countermeasures Force Mediterranean (MCMFORMED), de la acea dată fiind numită Standing Mine Countermeasures Force South (MCMFORSOUTH), similar omonimei sale din regiunea nordică: Standing Mine Countermeasures Force North (MCMFORNORTH). Schimbarea de nume a reflectat faptul că aria de acțiune, a forțelor navale respective, urma să nu mai fie limitată la un areal specific. De la 1 ianuarie 2005, gruparea și-a căpătat numele actual.

## Structură
Compunerea grupării este de până la 8 nave specializate în lupta contra minelor, provenind din state membre ale NATO, cărora li se alătură de o navă de suport. În caz de urgență, navele grupării pot constitui un nucleu căruia i se pot adăuga forțe suplimentare capabile să ofere în timp util sprijin operațiunilor NATO, având personal de comandă NATO la bord.
SNMCMG2 este inclusă în structura componentei maritime a Forței de Răspuns a NATO⁠(en)[traduceți] (în engleză NATO Responce Force, acronim NRF), se poate desfășura în scurt timp și are nave care, sunt adeseori primele active militare care intră într-un teatru de operații. În cadrul NRF face parte din „vârful de lance” al acesteia, anume din 'Very High Readiness Joint Task Force (acronim VJTF).
Se află în prezent (2023) sub comanda operațională a Comandamentului Maritim Aliat⁠(en)[traduceți] (în engleză Allied Maritime Command, acronim MARCOM) de la Northwood⁠(en)[traduceți].

## Rol
Gruparea Navală Permanentă NATO de Luptă Contra Minelor–2 este una dintre cele patru Grupări Navale Permanente (în engleză Standing Naval Forces, acronim SNF)  multinaționale, integrate. Alături de Gruparea Navală Permanentă NATO de Luptă Contra Minelor–1⁠(en)[traduceți] are, în principal, rolul de a se angaja în operațiuni de căutare și de eliminare a munițiilor explozive din arealul maritim, inclusiv a celor din războaiele și conflictele anterioare.
Deși are calitate de capabilitate permanentă a NATO cu rol de asigurare a contramăsurilor împotriva minelor, gruparea este capabilă să îndeplinească o gamă largă de roluri. Acestea includ, dar nu se limitează la: participarea la exerciții și manevre militare, vizite în porturi, diverse misiuni operaționale sau umanitare.
Activitatea sa se desfășoară în principal în Marea Mediterană, dar și în zonele maritime adiacente acesteia. În caz de necesitate, navele sale pot fi dislocate și în alte regiuni maritime.

## Implicarea României

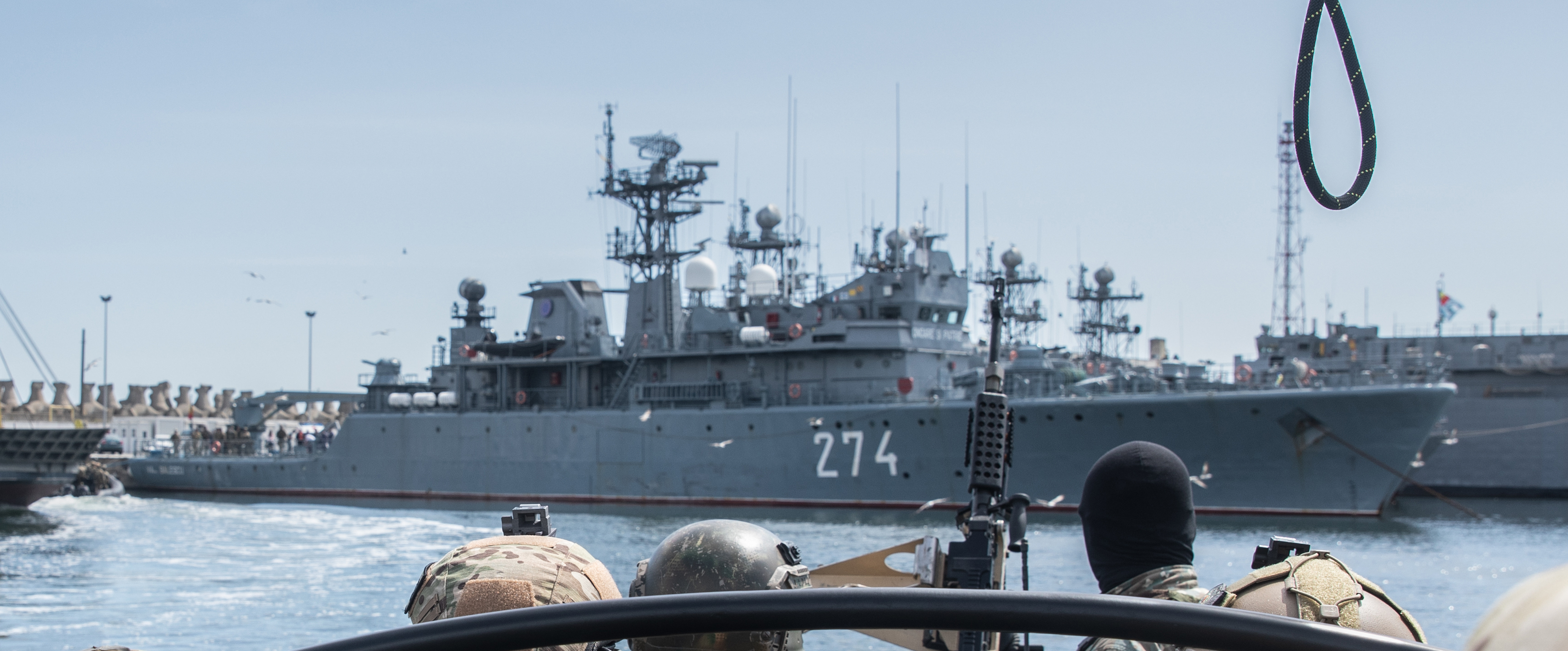
Puitorului de mine 274 „Viceamiral Constantin Bălescu” a comandat SNMCMG2 timp de 6 luni, în anul 2020.

România s-a implicat, în cadrul operațiunilor SNMCMG2 cu nave proprii. Astfel, dragorul maritim⁠(en)[traduceți] „Sublocotenent Alexandru Axente” a făcut parte din structura SNMCMG2 în anul 2016 (Marea Neagră), iar dragorul maritim „Locotenent Lupu Dinescu” în anii 2017 (Marea Neagră), 2018 (Marea Neagră), 2019 (Marea Neagră), și 2021 (Marea Neagră). În anul 2020, Puitorului de mine 274 „Viceamiral Constantin Bălescu” a deținut, timp de 6 luni în arealul mediteranean, comanda SNMCMG2.
În anul 2022 România s-a implicat în cadrul grupării cu personal.